# 洪景来
洪 景来（ホン・ギョンネ、こう けいらい、朝鮮語:홍경래、1780年（一説には1771年）- 1812年5月29日（太陰暦：4月19日）は、李氏朝鮮時代の平安道農民反乱軍の指導者。本貫は南陽洪氏。

## 生涯
李氏朝鮮時代の平安道龍岡郡多美面（現在の朝鮮民主主義人民共和国平安南道大安郡多美里）に生まれた。没落した両班家系の出身と伝えられるが、ほぼ平民の水準で困窮しながら生きていた。彼は儒教、兵法、風水地理などを学び、書堂（寺小屋）で子供たちを教えもする知識人だった。
1797年に平壌で郷試に合格したものの、翌1798年の司馬試に失敗して家を出た。地師をしながら各地を放浪し、同志を集め、偉業を夢に描いた。

### 洪景来の乱
1811年、洪景来は朝鮮政府に対抗する農民軍を指揮して反乱を起こし、堅固に防御されていた定州城をはじめとして西北地方の広範囲を支配した。これを洪景来の乱、あるいは、平安道農民戦争という。 最盛期には、清川江の北側をほとんど支配していた。
1812年5月29日（太陰暦：4月19日）、官軍に定州城を陥落させた際に、官軍の銃に撃たれ、戦死した。また、腹心であった禹君則（ウ・グンチク、1776年 - 1812年）と洪総角（ホン・チョンガク、1785年 - 1812年）は、官軍に捕縛され、平安道定州郡（現在の朝鮮民主主義人民共和国平安北道定州市）で誅殺された。

## 洪景来が登場した作品

### テレビ・ドラマ
- 『商道（상도）』2002年、MBC文化放送ドラマ - パク・チャンファン（朴贊煥）が演じた。